# Acontia major
Acontia major là một loài bướm đêm trong họ Noctuidae.